# Physciaceae
Physciaceae es una familia de hongos muchos de ellos liquenizados en la clase Lecanoromycetes en la división  Ascomycota. Una estimación realizada en el 2016 asignaba 19 géneros y 601 especies en esta familia.

## Géneros
- Anaptychia
- Coscinocladium
- Culbersonia (ubicación incierta)
- Dermiscellum
- Heterodermia
- Hyperphyscia
- Mobergia
- Monerolechia
- Phaeophyscia
- Phaeorrhiza
- Physcia
- Physciella
- Physconia
- Pyxine
- Redonia (ubicación incierta)
- Rinodina
- Rinodinella
- Tornabea